# 기타우와지마역
기타우와지마역(일본어: 北宇和島駅 키타우와지마에키[*])은 일본 에히메현 우와지마시에 있는 시코쿠 여객철도의 역이다. 역은 요산선 소속이며, 이 역을 종점으로 하는 요도 선의 노선 등 2개 노선이 운행되고 있다. 또한, 요도 선은 이 역이 종점이지만 실질적으로 우와지마역까지 직결 운행된다. 역 번호는 U27이며, 섬식 승강장 1면 2선의 구조를 지닌 지상역이다.

## 역 주변
- 후지 기타우와지마점
- 우와지마 도로 우와지마키타 나들목

## 역사
- 1941년 7월 2일 : 개업.
- 1987년 4월 1일 : 민영화에 따라, 시코쿠 여객철도로 이관.

## 인접 정차역
| 시코쿠 여객철도 요산선        | 시코쿠 여객철도 요산선 | 시코쿠 여객철도 요산선             |
| ----------------------------- | ---------------------- | ---------------------------------- |
| U 26 다카미쓰 무카이바라 방면 | 요산 선                | 우와지마 U 28 · G 47 우와지마 방면 |
| 시코쿠 여객철도 요도 선       |                        |                                    |
| G 45 무덴 와카이 방면         | 요도 선                | 시·종착역                          |